# アブドゥルワッハーブ・アル＝マールード
アブドゥルワッハーブ・アル＝マールード（アラビア語: عبدالوهاب المالود、Abdulwahab Al Malood、1990年6月7日-）は、バーレーンのサッカー選手。バーレーン・ファーストディヴィジョンリーグのアル・ヒッドSCC所属のFW、MF。サッカーバーレーン代表、元同国U-23代表。
「アブドゥルワハブ・アル・マルード」「アブドゥラワハブ・アル・マロード」「マロド」などとも表記される。

## 経歴

### クラブ
アル・ヒッドに所属。UAFAクラブカップ2012-2013出場、対シャバーブ・アル・オルドゥン戦で1ゴールを記録。AFCチャンピオンズリーグ2014のプレーオフに出場も、2戦目でカタールのレフウィヤに敗れてグループリーグ進出はならず、AFCカップ2014に出場。

### 代表
2010年のアジア大会、ロンドン五輪予選出場。
2011年のパンアラブ競技大会のサッカー競技優勝メンバーの1人。他にAFCアジアカップ2011、ガルフカップ2013などに出場。